# إلبرت هنري جاري
ألبرت هنري جاري (بالإنجليزية: Elbert Henry Gary)‏ (8 أكتوبر 1846 - 15 أغسطس 1927) كان محاميًا أمريكيًا وقاضًا محليًا ومسؤولًا عن الشركات.

## نبذة
كان مؤسسًا رئيسيًا لشركة فولاذ الولايات المتحدة في عام 1901، حيث جمع الشركاء جون بيربونت مورجان و أندرو كارنيغي و تشارلز مايكل شواب. تم تسمية مدينة غاري ، إنديانا، وهي مدينة فولاذية، عندما تأسست في عام 1906. غاري ، فرجينيا الغربية سميت أيضًا باسمه.

## روابط خارجية
- إلبرت هنري جاري على موقع الموسوعة البريطانية (الإنجليزية)
- إلبرت هنري جاري على موقع إن إن دي بي (الإنجليزية)